# Spengler Cup 1985
Der Spengler Cup 1985 (französisch Coupe Spengler 1985) war die 59. Auflage des gleichnamigen Wettbewerbs und fand vom 26. bis 30. Dezember 1985 im Schweizer Luftkurort Davos statt. Als Spielstätte fungierte das dortige Eisstadion.
Es siegte der HK Spartak Moskau, der in allen vier Spielen unbesiegt blieb, vor dem Titelverteidiger Team Canada. Die Mannschaft aus der sowjetischen Hauptstadt gewann das Turnier nach 1980 und 1981 zum insgesamt dritten Mal. Der Russe Alexander Koschewnikow war mit neun Scorerpunkten, darunter fünf Tore, erfolgreichster Akteur des Turniers.
Die diesjährige Austragung war die letzte, an der das Turnier in lediglich vier Tagen gespielt wurde. Mit der Austragung des Jahres 1986 gab es Silvester ein zusätzliches Spiel zwischen den beiden Erstplatzierten der Qualifikation um den Turniersieg.

## Modus
Die fünf teilnehmenden Teams spielten in einer Einfachrunde im Modus «jeder gegen jeden», so dass jede Mannschaft vier Spiele bestritt. Die punktbeste Mannschaft errang den Turniersieg.

## Turnierverlauf
| Dezember 1985 | SB Rosenheim | 3:4 (2:2, 0:1, 1:1) | HC Davos | Eisstadion, Davos |

| Dezember 1985 | Team Canada | 2:2 (0:0, 0:1, 2:1) | ASD Dukla Jihlava | Eisstadion, Davos |

| Dezember 1985 | HC Davos | 2:6 (1:4, 1:0, 0:2) | HK Spartak Moskau | Eisstadion, Davos |

| Dezember 1985 | ASD Dukla Jihlava | 5:5 (1:3, 2:2, 2:0) | SB Rosenheim | Eisstadion, Davos |

| Dezember 1985 | SB Rosenheim | 2:7 (0:2, 0:3, 2:2) | Team Canada | Eisstadion, Davos |

| Dezember 1985 | ASD Dukla Jihlava | 1:3 (1:2, 0:0, 0:1) | HK Spartak Moskau | Eisstadion, Davos |

| Dezember 1985 | HK Spartak Moskau | 10:3 (6:0, 1:3, 3:0) | SB Rosenheim | Eisstadion, Davos |

| Dezember 1985 | Team Canada | 5:2 (2:0, 2:1, 1:1) | HC Davos | Eisstadion, Davos |

| Dezember 1985 | HC Davos | 4:2 (2:1, 0:0, 2:1) | ASD Dukla Jihlava | Eisstadion, Davos |

| Dezember 1985 | Team Canada | 0:6 (0:1, 0:2, 0:3) | HK Spartak Moskau | Eisstadion, Davos |

| Pl. |                   | Sp | S | U | N | Tore  | Punkte |
| --- | ----------------- | -- | - | - | - | ----- | ------ |
| 1.  | HK Spartak Moskau | 4  | 4 | 0 | 0 | 25:06 | 8:0    |
| 2.  | Team Canada       | 4  | 2 | 1 | 1 | 14:12 | 5:3    |
| 3.  | HC Davos          | 4  | 2 | 0 | 2 | 12:16 | 4:4    |
| 4.  | ASD Dukla Jihlava | 4  | 0 | 2 | 2 | 10:14 | 2:6    |
| 5.  | SB Rosenheim      | 4  | 0 | 1 | 3 | 13:26 | 1:7    |

## All-Star-Team
| Angriff:      | Sergei Kapustin – Cliff Ronning – Mike Millar |
| Verteidigung: | Wladimir Tjurikow – Stéphane Roy              |
| Tor:          | John Kemp                                     |